# U-21-Faustball-Europameisterschaft 2010
Die 11. Faustball-Europameisterschaft für U21-Mannschaften fand 2010 in Peilstein im Mühlviertel (Österreich) statt. Österreich war zum vierten Mal Ausrichter der Faustball-Europameisterschaft der U21-Mannschaften.

## Vorrunde
Spielergebnisse
| 09.07.2010 | Deutschland | – | Italien     | 3:0 | (11:0, 11:2, 11:1)       |
| 09.07.2010 | Österreich  | – | Schweiz     | 3:0 | (11:8, 11:8, 11:5)       |
| 09.07.2010 | Österreich  | – | Italien     | 3:0 | (11:3, 11:3, 11:8)       |
| 09.07.2010 | Deutschland | – | Schweiz     | 3:1 | (11:5, 7:11, 11:6, 11:8) |
| 09.07.2010 | Schweiz     | – | Italien     | 3:0 | (11:1, 11:7, 11:6)       |
| 09.07.2010 | Österreich  | – | Deutschland | 0:3 | (7:11, 3:11, 2:11)       |

## Halbfinale
| 10.07.2010 | Österreich | – | Schweiz | 3:2 | (6:11, 11:7, 11:8, 10:12, 11:9) |

## Platzierungs- und Finalspiele
| Spiel um Platz 3 | Spiel um Platz 3 | Spiel um Platz 3 | Spiel um Platz 3 | Spiel um Platz 3 | Spiel um Platz 3         | Spiel um Platz 3 | Spiel um Platz 3 |
| ---------------- | ---------------- | ---------------- | ---------------- | ---------------- | ------------------------ | ---------------- | ---------------- |
| 10.07.2010       | Schweiz          | –                | Italien          | 3:0              | (11:6, 11:4, 11:2)       |                  |                  |
| Finale           |                  |                  |                  |                  |                          |                  |                  |
| 10.07.2010       | Deutschland      | –                | Österreich       | 3:1              | (11:9, 7:11, 11:6, 11:6) |                  |                  |

## Platzierungen
| Rang | Land        |
| ---- | ----------- |
| 1.   | Deutschland |
| 2.   | Österreich  |
| 3.   | Schweiz     |
| 4.   | Italien     |